# Liste der Monuments historiques in Orly-sur-Morin
Die Liste der Monuments historiques in Orly-sur-Morin führt die Monuments historiques in der französischen Gemeinde Orly-sur-Morin auf.
Bauwerke sind nicht gelistet.
Die Objekte sind sämtlich der Kirche Saint-Pierre-Saint-Paul, Place de l’Église, in Orly-sur-Morin zuzuordnen.

## Liste der Objekte
| Bezeichnung                                      | Beschreibung                                                                             | Standort                 | Kennzeichnung | Schutzstatus | Datum | Bild |
| ------------------------------------------------ | ---------------------------------------------------------------------------------------- | ------------------------ | ------------- | ------------ | ----- | ---- |
| Kruzifix                                         | geschnitztes und bemaltes Holz, 16. Jahrhundert                                          | Place de l’Église (Lage) | PM77002559    | Inscrit      | 1977  |      |
| Expositionsnische                                | geschnitztes und vergoldet gefasstes Holz, Anfang des 18. Jahrhunderts                   | Place de l’Église (Lage) | PM77002558    | Inscrit      | 1977  |      |
| Tabernakel                                       | geschnitztes und bemaltes Holz, 17. Jahrhundert                                          | Place de l’Église (Lage) | PM77004581    | Inscrit      | 1986  |      |
| Altar mit Altarbild                              | Steinmetzarbeit, 17. Jahrhundert, Gemälde Öl auf Leinwand im Holzrahmen, 19. Jahrhundert | Place de l’Église (Lage) | PM77004582    | Inscrit      | 1986  |      |
| Statuenpaar: Heiliger Petrus und Heiliger Paulus | Stein, bemalt, bezeichnet 1531                                                           | Place de l’Église (Lage) | PM77001312    | Classé       | 1906  |      |

Zum Verständnis siehe: Kirchenausstattung